# Liberty Cap
Liberty Cap je jeden z druhotných vrcholů stratovulkánu Mount Rainier. Leží 1,25 kilometrů severozápadně od hlavního vrcholu a má nadmořskou výšku 4 301 metrů a prominenci 144 metrů. Nachází se v Pierce County, ve střední až severozápadní části státu Washington.
Společně s hlavním vrcholem je Liberty Cap jedinou čtyřtisícovkou ve Washingtonu.